# Mathias Achatz (Trompeter)
Mathias Achatz (* 1981 in Neukirchen beim Heiligen Blut) ist ein deutscher Trompeter.

## Leben und Karriere
Mathias Achatz besuchte von 1996 bis 1998 die Berufsfachschule für Musik des Bezirks Oberpfalz in Sulzbach-Rosenberg. Anschließend studierte er bis 2004 am Richard-Strauss-Konservatorium München Trompete bei Wolfgang Guggenberger. Zudem belegte er bei Haakån Hardenberger im schwedischen Malmö die Meisterklasse und absolvierte Fortbildungen bei Matthias Höfs und Hans Gansch. Es folgten Meisterkurse u. a. bei Allen Vizzutti und Ole Edvard Antonsen.
In der Saison 2000/2001 erhielt Achatz eine Vertretungsstelle bei den Stuttgarter Philharmonikern. Neben diversen Ensemble- und Solo-Konzerten wirkt er auch beim BR-Brass Ensemble und dem Ensemble Classique mit. Darüber hinaus spielt er bei einigen Blasorchestern, wie z. B. Guido Henn und seine Goldene Blasmusik, der Original Kapelle Egerland oder dem Blasorchester Wolfgang Grünbauer. Seit 2016 spielt Achatz mit der „Oktoberfestkapelle Mathias Achatz“ auf dem Oktoberfest in der Ochsenbraterei.
Mathias Achatz lebt in Pemflinger Ortsteil Pitzling.